# Amilly (Loiret)
Amilly település Franciaországban, Loiret megyében. Lakosainak száma 13 432 fő (2022. január 1.). Amilly Paucourt, Châlette-sur-Loing, La Chapelle-Saint-Sépulcre, Conflans-sur-Loing, Montargis, Mormant-sur-Vernisson, Saint-Germain-des-Prés, La Selle-en-Hermoy és Villemandeur községekkel határos.

## Népesség
A település népességének változása:
| Lakosok száma | 6705 | 9478 | 11 029 | 11 667 | 12 232 | 12 680 | 12 977 | 13 233 | 13 279 | 13 432 |
|               | 1968 | 1982 | 1990   | 2006   | 2013   | 2015   | 2017   | 2019   | 2020   | 2022   |